# Gerundium
In het Latijn is het gerundium of verbaal substantief een verbuiging van de infinitief. Het gerundium is een van een werkwoord afgeleid zelfstandig naamwoord.

## Vorming
Het Latijnse gerundium wordt gevormd op basis van de presens-stam+ nd. In de genitivus, dativus, accusativus en ablativus krijgt het de uitgangen van donum of bellum.
Bijvoorbeeld: narrare → narra → narrand → narrandi, -ndo, -ndum, -ndo.

### Opmerkingen
- In het oude (en archaïserende) Latijn werd het gerundium van de werkwoorden op -ĕre en -ire gevormd met -undum, -undi , enz...

In ambtelijke en juridische taal, zoals in wetteksten en in de titulatuur van magistraten bleef deze karakteristieke uitgang bewaard (vb. ... repetundum, ... faciundi, ... dicundo, ... feriundo, enz.)
- Het gerundium van ire is, ook in het klassiek Latijn eundum...

## Gebruik en vertaling
- Als onderwerp of gezegde of lijdend voorwerp gebruikt men de infinitief.

Bijvoorbeeld: Errare humanum est. = Vergissen is menselijk.
- In de accusativus wordt het steeds met het voorvoegsel "ad" gebruikt en dan vertaald met "om te <gerundium>"

Bijvoorbeeld: ad ferendum = om te dragen.
- In de genitivus wordt het vertaald met "van het/te <gerundium>"

Voorbeeld: ferendi = van het dragen.
- In de dativus wordt het vertaald met "voor/aan het <gerundium>"

Voorbeeld: utile legendo = nuttig voor het lezen.
- In de ablativus:
  - Zonder voorzetsel: "door het/te <gerundium>";
  - Na voorzetsel in: "In/tijdens/bij het <gerundium>";
  - Na voorzetsel de: "over het <gerundium>".

## Gerundium met lijdend voorwerp
Als het gerundium een lijdend voorwerp bij zich heeft, wordt dit lijdend voorwerp volgens de volgende regels aangepast aan het gerundium:
- Het lijdend voorwerp neemt de naamval over van het gerundium;
- Het gerundium neemt het geslacht en getal over van het lijdend voorwerp.

Voorbeeld: caedendo fratrem → caedendo fratre; caedendo sorores → caedendis sororibus.
Dit verschijnsel wordt ook wel pseudo-gerundivum genoemd.

### Voorbeelden
- Ad hostes terrendos = om de vijand schrik aan te jagen → ad hostes terrendum;
- Hostibus superandis = door de vijand te verslaan → hostes superando;
- Ars gentium cogendorum = de kunst om volkeren te dwingen → ars gentes cogendi;
- Ad puellas adeundas = om naar de meisjes te gaan → ad puellas adeundum;
- Utile est epistulae scribendae = het is nuttig voor het schrijven van brieven → Utile est epistulam scribendo.

## Gerundium in moderne talen

#### Engels:the gerund
In het Middelengels was er nog een infinitief op -en: writen, in het Oudengels -an writan, die al of niet met het voorzetsel to gebruikt werd. In het Oudengels en het vroeg Middelengels vindt men nog wel een datiefuitgang to writene, maar de uitgangen -en en -ene verdwenen vrij snel. Genitiefvormen waren toen al geheel verdwenen. Een naamwoord van handeling op -ing: writing nam de naamwoordelijke functie goeddeels over van de infinitief en het is deze uiterst productieve vorm die in de Engelse grammatica – enigszins onterecht – bekendstaat als de gerund. In tegenstelling tot zijn Nederlandse tegenhanger kan van vrijwel ieder werkwoord een gerund op -ing gevormd worden.
To have – having
To walk – walking
De enige uitzondering wordt gevormd door werkwoorden die geen infinitief bezitten zoals can of may.
De gerund kan – al of niet met een begeleidend voorwerp – als onderwerp gebruikt worden:
Writing poetry is my hobby.  - Gedichten 'schrijven' is mijn liefhebberij.
De -ing-vorm heeft ook het tegenwoordig deelwoord, dat in het Middelengels nog vormen had op -ende of -ande, vrijwel geheel verdrongen. Een paar vormen als flippant en blatant herinneren nog aan de oude vormen, maar alle andere gevallen gebruiken de -ing vorm:
The sleeping man looked very peaceful – De 'slapende' man zag er vredig uit.
In deze functie analyseert men echter het woord sleeping niet als gerund, maar als deelwoord.

#### Frans:gérondif
Ook in de Romaanse talen spreekt men wel van een gerundium. In het Frans kent men een gérondif die gevormd wordt uit het tegenwoordig deelwoord door er en voor te zetten en de uitgang -ant na de stam van de tweede persoon meervoud (met enkele uitzonderingen) van het werkwoord te zetten. Met het Latijnse gerundium heeft het echter niet veel meer van doen. Het kan niet meer worden verbogen, waardoor de vele mogelijkheden die het Latijn had om door middel van het gerundium allerlei betekenisaspecten uit te drukken zijn verdwenen. Zie verder "in andere talen" in het menu links.

## Verwijzingen
1. ↑  The gerund and the participles of the English verb. H Poutsma. Noordhoff 1923 Groningen

algemene Latijnse vervoegingen en verbuigingen · accusativus cum infinitivo (AcI) · accusativus cum participio (AcP) · nominativus cum infinitivo (NcI) · participium praesentis activi (PPA) · perfectum · imperfectum · plusquamperfectum · futurum · futurum exactum · subjects- en objectsaccusativus · reflexief persoonlijk voornaamwoord · predicatieve bepaling · adverbium · participium perfecti passivi (PPP) · passivum · activum · gerundium · gerundivum · praesens · praesens historicum · comparativus · superlativus · supinum · participium · declinatie · ablativus absolutus · dativus possessivus